# Pecado Capital (1975)
Pecado Capital é uma telenovela brasileira produzida e exibida pela TV Globo de 24 de novembro de 1975 a 5 de junho de 1976, em 167 capítulos. Substituiu a reprise de Selva de Pedra (1972–73) e foi substituída por O Casarão, sendo a 16.ª "novela das oito" produzida pela emissora.
A trama foi criada em situação emergencial, pois a ocupante original no horário, Roque Santeiro, teve sua exibição censurada pela ditadura militar brasileira. Integrantes do elenco e cenários desta foram reaproveitados na obra substituta, escrita por Janete Clair e dirigida por Daniel Filho.
Conta com as atuações de Francisco Cuoco, Betty Faria, Lima Duarte, Rosamaria Murtinho, Dennis Carvalho e Débora Duarte nos papéis principais.

## Enredo

### Trama principal
Carlão é um motorista de táxi que vive um drama de consciência depois que assaltantes de banco em fuga esquecem em seu carro uma mala com o dinheiro roubado: não sabe se a entrega à polícia, correndo o risco de ser acusado de cúmplice do roubo, ou se usa o dinheiro para resolver seus problemas. Ele é noivo de Lucinha, com quem tem uma relação apaixonada, mas tumultuada por brigas e ciúme, por conta do seu machismo.
Lucinha é uma jovem sonhadora que trabalha como tecelã na Centauro, fábrica de confecções de propriedade do industrial Salviano Lisboa. Escolhida para estrelar uma campanha publicitária, começa a fazer sucesso como modelo, com o nome de Luci Jordan. Sua circulação por ambientes mais sofisticados, aliada à rudeza de Carlão, afastam-na da realidade do subúrbio do Méier, levando-a a se envolver com Salviano, homem gentil e sensível, cujos modos contrastam com os do ex-noivo.
Os dois se apaixonam e Lucinha é obrigada a enfrentar a desconfiança e a hostilidade dos filhos do empresário para concretizar seu amor: além de não aprovarem a relação do pai com uma mulher mais jovem e de outra classe social, eles estão certos de que a moça está interessada apenas no dinheiro da família.
Carlão não se dá conta de que não é o dinheiro, mas a distância cultural, representada por valores conflitantes, que o separa de seu amor. Para provar à ex-namorada que é capaz de competir com Salviano, ele compra uma frota de táxis com a quantia do assalto e dá início a sua ascensão social como empresário suburbano, ajudando moradores de sua comunidade. Passa a ser chamado de "Rei do Méier". Penalizado, casa-se com Eunice, involuntariamente envolvida no assalto ao banco e que, com o sumiço da mala com o dinheiro, corre o risco de ser presa como cúmplice do roubo. O ex-taxista, porém, começa a gastar muito dinheiro. Para não perder o status, e por conta de sua obsessão por Lucinha, envolve-se em transações ilícitas com Sandoval, um perigoso marginal, que passa a ameaçá-lo, cobrando a dívida de um empréstimo.
No final da trama, Carlão decide ficar com Eunice. Redimido, vende a frota de táxis para devolver o dinheiro do assalto e, em seguida, entregar-se à polícia. Sandoval, porém, sequestra e tortura Elisete, que acaba revelando os planos do irmão. Carlão deixa a mala com o dinheiro nas obras de implantação do Metrô no Largo da Carioca, no Centro do Rio, e avisa à polícia, sem saber que é seguido por Sandoval e seu comparsa. Ao avistar os bandidos, Carlão corre atrás dos dois e consegue recuperar a mala, mas é morto a tiros. Os bandidos são presos. Lucinha e Salviano se casam no mesmo dia.

### Tramas paralelas
Muito jovem e inexperiente, Emilene ainda é uma adolescente que não sabe que rumo dar a sua vida. Chega a se envolver com Vicente, o filho mais velho de Salviano, que seduz várias garotas com promessas de casamento. Mas ela se apaixona mesmo por Virgílio, que enfrenta a tentação de abandonar sua vocação religiosa em nome do que sente pela irmã de Lucinha. Através do personagem, Janete Clair discutiu o celibato religioso. Os telespectadores aprovaram o casal mas, ao final da novela, Virgílio opta pela batina. A convivência com Virgílio faz Emilene amadurecer, e ela decide estudar Enfermagem.
Vilma é um dos principais obstáculos à relação de Salviano e Lucinha. Carente, insegura e perturbada, ela nunca aceitou a morte prematura da mãe, uma das razões por que é desajustada. A filha caçula de Salviano anda com jovens transgressores e gosta de se expressar através dos desenhos que cria. Em seus momentos de fuga da realidade, fala uma língua estranha – que atribui a um fictício país – e conversa com os animais. O único que consegue lidar com Vilma é o seu psiquiatra, Percival, que gradualmente conquista sua confiança e a ajuda a entender e vencer seus medos.
A certa altura da novela, Vilma diz se chamar Telma e vai trabalhar na agência de publicidade de Nélio Porto Rico, que tem a conta da Centauro. Os dois se apaixonam e se casam, mas continuam morando na casa de Salviano, já que Vilma ainda não consegue superar suas inseguranças. Nélio entra para a família de Salviano sob a desconfiança de que se casou de olho no dinheiro do sogro, mas ama Vilma de verdade: ele lida pacientemente com os surtos da mulher, que chega a não reconhecê-lo como marido. Em determinados momentos, Vilma usa conscientemente a doença para chamar a atenção. Com a ajuda de Percival e do marido, Vilminha consegue driblar suas dificuldades: sai de casa e aceita Lucinha em sua família. Por meio da personagem e do Dr. Percival, a autora ajudou a esclarecer aspectos relacionados a doenças psicológicas. 
Antes, porém, houve um romance do Dr. Percival com a filha mais velha de Salviano, Vitória, cujo casamento com o dominador Hernani entra em crise. Vitória não é feliz no casamento e anseia por maior liberdade, além de não aprovar as atitudes discutíveis do marido, que tanto bajula quanto trama contra o sogro. Percival chega a mudar-se para o mesmo prédio de Vitória, e os dois ficam mais próximos, principalmente por conta dos problemas de Vilma. O relacionamento de um negro com uma branca seria uma forma de abordar a discriminação racial no Brasil, mas o público reagiu mal, e a história entre os dois não aconteceu. Vitória pede a separação depois que Hernani aceita o cargo de assessor de Vicente, o filho mais velho de Salviano, que toma o lugar do pai na presidência da empresa.
Vicente é o principal articulador de uma trama contra o próprio pai. Inconformado com a relação de Salviano com Lucinha, que pensa estar interessada no dinheiro de sua família, Vicente instiga os irmãos contra a modelo. Lucinha não aguenta a pressão e decide se afastar do empresário. Vicente também consegue afastar Salviano da presidência da Centauro e assume seu cargo. Sua imaturidade e inexperiência, no entanto, levam-no a meter os pés pelas mãos, agindo de forma autoritária e impensada. No final da trama, percebe que não tem capacidade nem vontade de administrar a empresa e parte em uma viagem com mais uma de suas conquistas amorosas. Desnorteados, Valter — que apoiara o irmão em sua tramoia — e outros diretores pedem a Salviano para reassumir o posto. Mas ele viaja em lua de mel com Lucinha e deixa Valdir na presidência.

## Elenco
| Intérprete           | Personagem                                  |
| -------------------- | ------------------------------------------- |
| Francisco Cuoco      | José Carlos Moreno (Carlão)                 |
| Betty Faria          | Maria Lúcia Batista (Lucinha / Lucy Jordan) |
| Lima Duarte          | Salviano Lisboa                             |
| Rosamaria Murtinho   | Eunice Saraiva                              |
| Débora Duarte        | Vilma Lisboa (Vilminha) / Telma             |
| Dennis Carvalho      | Nélio Porto Rico                            |
| Theresa Amayo        | Vitória Lisboa                              |
| Luiz Armando Queiroz | Vicente Lisboa                              |
| Lauro Góes           | Virgílio Lisboa                             |
| João Carlos Barroso  | Valter Lisboa                               |
| Marco Nanini         | Vinícius Lisboa                             |
| Emiliano Queiroz     | Valdir                                      |
| Gilberto Martinho    | Raimundo Moreno                             |
| Ilka Soares          | Valéria                                     |
| Lutero Luiz          | Marciano                                    |
| Leina Krespi         | Elizeth Moreno                              |
| Elizângela           | Emilene Batista                             |
| Elza Gomes           | Bá                                          |
| Dary Reis            | Hernani                                     |
| Milton Gonçalves     | Dr. Percival Garcia                         |
| Sandra Barsotti      | Gigi                                        |
| Germano Filho        | Orestes Batista                             |
| Ilva Niño            | Alzira Batista                              |
| Malu Rocha           | Cibele Lisboa                               |
| Maria Pompeu         | Djanira                                     |
| Nestor de Montemar   | Roger                                       |
| Ivan Cândido         | Dr. Orlando Coutinho                        |
| Alfredo Murphy       | Sandoval                                    |
| Waldir Maia          | Zoca                                        |
| Lady Francisco       | Rose                                        |
| Moacyr Deriquém      | Ricardo Saraiva                             |
| Fábio Mássimo        | Paulo Roberto Saraiva (Paulinho)            |
| André Valli          | Claudius Lobato                             |
| Isolda Cresta        | Mafalda Lisboa                              |
| Mário Lago           | Dr. Peres                                   |
| Glória Ladany        | Aurora                                      |

### Participações especiais
| Intérprete                      | Personagem                                                                              |
| ------------------------------- | --------------------------------------------------------------------------------------- |
| Miriam Pires                    | Nora                                                                                    |
| Heloísa Helena                  | Hortência (tia rica de Eunice com quem Carlão tenta um empréstimo)                      |
| Carlos Duval                    | Aguiar                                                                                  |
| Zanoni Ferrite                  | Miguel                                                                                  |
| Fernando José                   | Dr. Altino                                                                              |
| Darcy de Souza                  | Júlia                                                                                   |
| Betty Lago                      | modelo acompanhando Roger em uma boate                                                  |
| Fernando José                   | Altino (homem que fecha um negócio com Salviano)                                        |
| Jardel Mello                    | funcionário da agência de São Paulo onde Luci Jordan fecha um contrato de trabalho      |
| José Augusto Branco             | como ele mesmo, apresentador do concurso de fantasias de carnaval                       |
| Justino Martins                 | como ele mesmo (jornalista), jurado no concurso de fantasias de carnaval                |
| Cidinha Milan                   | Maria de Lurdes da Silva (viúva de Jurandir que a defesa de Eunice usa como testemunha) |
| Hemílcio Fróes                  | promotor no julgamento de Eunice                                                        |
| Nadir Fernandes                 | Dona Nadir                                                                              |
| Juan Daniel                     | cantor em uma boate                                                                     |
| Mary Daniel                     | cantor de tango na boate, canta “El Dia En Que Me Quieras” a pedido de Salviano         |
| José Maria Monteiro             | juiz no julgamento de Eunice                                                            |
| Maria Helena Pader              | enfermeira que cuida de Raimundo                                                        |
| Ênio Santos                     | Delegado Arruda (investiga o assassinato de Jurandir)                                   |
| Fernando Eiras                  | convidado em uma festa de Gigi, depois em uma festa de Vicente                          |
| Francisco Nagem                 | Zé Brasa (parceiro de jogo de Boca de Alpercata)                                        |
| Luís Carlos Miele               | como ele mesmo, apresentador do desfile da Centauro, no início                          |
| Luiz Carlos Niño                | Dadinho, depois chamado de Humberto (filho mais velho de Vitória e Ernani)              |
| Luiz Melodia                    | como ele mesmo, cantando “Juventude Transviada” com Carlão em uma serenata para Lucinha |
| Renata Fronzi                   | como ela mesma, apresentadora do concurso de fantasias de carnaval                      |
| Romeu Evaristo                  | Sabiá (vizinho de Orestes e Alzira)                                                     |
| Miriam Batucada                 | como ela mesma (cantora), jurada no concurso de fantasias de carnaval                   |
| Mary Daniel                     | mulher do cantor de tango na boate para quem Salviano pede uma música                   |
| Anna Maria Tornaghi             | como ela mesma (promoter), jurada no concurso de fantasias de carnaval                  |
| Arlindo Rodrigues               | como ele mesmo (figurinista e cenógrafo), jurado no concurso de fantasias de carnaval   |
| Átila Aventura                  |                                                                                         |
| César Augusto                   | funcionário da Centauro                                                                 |
| Cláudio Bittencourt             | Vicente (criança)                                                                       |
| Daisy Machado                   | Zilda                                                                                   |
| Elias Soares                    | Dr. Machado (médico que cuida de Raimundo)                                              |
| Georgiana de Moraes             | Claudinha (amiga de Vilma)                                                              |
| Haydée Fernandes                | Haydée                                                                                  |
| Hélio Fernando                  | Cesinha (amigo de Vilma)                                                                |
| Hortência Tayer                 | Verinha (primeira secretária da Cítera, é substituída por Nadir)                        |
| José Marinho                    | Noel                                                                                    |
| Lionel Fischer                  | entre os amigos de Eunice na boate, quando ela conhece Miguel, no início                |
| Luís Felipe Vasconcellos        | Lucas                                                                                   |
| Elias Soares                    | Dr. Machado                                                                             |
| Geyr Macedo Soares              | Mr. Lindner (empresário americano que quer contratar Luci Jordan)                       |
| Gilson Moura                    | Jurandir Lemos (comparsa de Miguel que cobra de Eunice o dinheiro do assalto)           |
| Leda Borba                      | Judite (mulher de Tomaz, caseiros na casa de campo de Salviano)                         |
| Luiz Felipe Vasconcellos        | Lucas                                                                                   |
| Maria Cláudia Mesquita e Bonfim | como ela mesma (jornalista), jurada no concurso de fantasias de carnaval                |
| Maria do Carmo Veloso           | senhora que é barrada na saída da loja da Centauro, no lugar de Marciano                |
| Maria Emília de Brito e Cunha   | como ela mesma (decoradora), jurada no concurso de fantasias de carnaval                |
| Ruth Marques                    | Júlia (empregada de Lucinha)                                                            |

## Produção

### Antecedentes
"Com a expectativa que Roque Santeiro criou, a responsabilidade de escrever sua substituta era muito grande. Mudei meu gênero. Não fiz Pecado Capital para imitar o Dias, mas, pelo menos, para me igualar um pouco ao estilo dele. Levei meu romantismo para o lado realista. Parece que em Pecado Capital em diante eu dei uma melhorada".

—Janete Clair em depoimento ao Museu da Imagem e do Som.
Em 1975, estava tudo pronto para a exibição da primeira versão de Roque Santeiro, quando, às vésperas da estreia, a censura da ditadura militar brasileira proibiu a veiculação da novela, instaurando uma crise na programação da Globo. Um compacto de Selva de Pedra foi levado ao ar enquanto a emissora buscava uma nova história para o horário. A censura também vetaria três sinopses enviadas como substitutas: Saramandaia, também de Dias Gomes (mas que estrearia na faixa das 22 horas no ano seguinte), e as adaptações dos romances O Resto É Silêncio de Érico Veríssimo e Os Cangaceiros de José Lins do Rego. Janete Clair, que já passara pela experiência de escrever uma sinopse em tempo recorde – no caso, O Semideus –, ofereceu-se para repetir a façanha. Para criar a sinopse de Pecado Capital, Janete Clair deixou Bravo!, a novela das sete que escrevia na época, a cargo do colaborador Gilberto Braga.
A maior parte do elenco de Pecado Capital era formada por atores escalados para a primeira versão de Roque Santeiro. Janete Clair escreveu sua trama substituta pensando neles, porque temia que permanecessem muito tempo desempregados. Na novela censurada, Francisco Cuoco interpretava Roque, Betty Faria era a Viúva Porcina, e Lima Duarte vivia Sinhozinho Malta (papel que voltou a interpretar na versão de Roque Santeiro levada ao ar em 1985).
Na sinopse original de Janete Clair, intitulada O Medo, o personagem Carlão era Rafa, o galã romântico, namorado de Lucinha, a moça suburbana e ambiciosa que se envolvia com o rico empresário Salviano Lisboa, o vilão da história, para ascender socialmente. Na ideia de Janete, Salviano perderia o amor de Lucinha para Rafa, porque o grande amor verdadeiro seria esse simples, puro, do subúrbio. Com a entrada de Daniel Filho na direção, a autora mudou a trama: humanizou Salviano, tornando-o um solitário, e Rafa (que passou a ser Carlão), deixou de ser o mocinho e tornou-se o anti-galã. O personagem de Francisco Cuoco aparecia nos scripts dos primeiros capítulos como Rafa e, depois, Zuza. Seu nome só foi definido por Janete Clair a partir do capítulo 7, no qual ela escreve: “Desculpe, o personagem Zuza, ex-Rafa, será Carlão. Espero que definitivamente. Portanto, tudo que era de Rafa, ou Zuza, passará a ser de Carlão”.
A sinopse original, O Medo, previa que Lucinha terminaria a novela com Carlão, que devolveria o dinheiro no fim da trama. Mas isso não aconteceu. Daniel Filho conta que as várias modificações que sugeriu para o roteiro levaram a novela para outro rumo. Uma vez que o romance de Lucinha com Salviano havia indiscutivelmente ganhado força na história e conquistado o público, o diretor ponderou com a autora que seria um erro desfazer o casal. Considerou, ainda, que um amor como o da tecelã e do taxista só deixaria de existir graças a uma tragédia. Para Daniel Filho, a condição para que Lucinha ficasse com Salviano era que Carlão morresse. Janete Clair acabou concordando que era preciso provar ao telespectador que a televisão era capaz de surpreendê-lo.
Daniel Filho teve de convencer Betty Faria – sua esposa, na época – a aceitar o papel de Lucinha. A atriz, que interpretaria a Viúva Porcina na primeira versão de Roque Santeiro, não se entusiasmou de imediato com a personagem, julgando-a parecida demais com as mocinhas clássicas que marcaram a carreira de Regina Duarte. Ironicamente, Lucinha acabou sendo um dos seus maiores sucessos na televisão.
Segundo Daniel, Boni chegou a pedir que os primeiros capítulos da novela fossem regravados, porque achava que o público se assustaria com as doses maciças de realismo, especialmente na reconstituição do subúrbio carioca. Daniel comentou em seu livro O Circo Eletrônico, "(...) a proposta foi assumir uma brasilidade bem realista. Queria mostrar a miséria. Quando o Boni assistiu ao primeiro capítulo, fiquei desesperado porque já tinha gravado 10 ou 12 capítulos, e ele me pediu para refazer tudo pois estava tudo muito miserável, muito deprimente. Nós tínhamos feito um tremendo laboratório para fazer aquela novela. Não refizemos". Para a felicidade do diretor – desesperado ante a perspectiva de ter que refazer tudo –, Boni reconsiderou sua opinião e voltou atrás.
Elza Gomes, que interpretava Bá, a governanta de Salviano Lisboa, teve que se afastar da novela para passar por uma cirurgia no coração. A partir do capítulo 45, a atriz Miriam Pires foi incorporada ao elenco, no papel de Nora, irmã de Bá. Quando não se esperava mais que Elza Gomes retornasse à novela, a atriz se recuperou e voltou a gravar, reaparecendo a partir do capítulo 120. Na cena do retorno de Bá, os atores estavam tão emocionados que choraram de verdade. Mirian Pires deixou a novela no capítulo 124.
Os atores e a equipe de produção de Pecado Capital formaram um time de futebol, comandado pelo técnico Dary Reis, que fez o papel de Ernani, na novela. Entre os jogadores estavam Francisco Cuoco, Dennis Carvalho, Milton Gonçalves e João Carlos Barroso, além dos diretores Daniel Filho e Jardel Mello.
Pecado Capital estreou com enorme audiência nas maiores cidades do Brasil, e é considerada por muitos a melhor novela de Janete Clair. Pecado Capital fez tanto sucesso que se transformou em um dos assuntos do álbum de figurinhas Brasil Capital, que trazia cromos autocolantes com os personagens da novela, que foi vendida para vários países, como Bolívia, Chile, Peru, Guatemala e Espanha.
Os pais do diretor Daniel Filho, Juan Daniel e Mary Daniel, ambos atores, fazem participações na novela. Juan Daniel, que também era cantor, contracena com Lima Duarte em uma sequência em que canta para Salviano a música El Día Que me Quieras, de Carlos Gardel e Alfredo Le Pera.

### Roteiro
"Na verdade Pecado Capital é uma dessas novelas que acontecem de tempos em tempos, uma dessas mágicas absurdas. (...) Para mim, Francisco Cuoco, o Carlão, não guardava o dinheiro pensando em devolver: guardava pensando mesmo em guardar. O meu Carlão era assim, e a partir daí mudava um pouco o Carlão da Janete, porque o meu era meio sacana. Assim eu mantinha o texto da Janete, mas o comportamento do Carlão ficava meio contraditório".

—Daniel Filho em seu livro Antes que me Esqueçam.
Janete Clair deixava as tramas fantasiosas e melodramáticas e partia para o realismo, muito próximo do estilo de Dias Gomes, seu marido. A autora contou que, de Dias Gomes, apenas se inspirou levemente no universo de sua telenovela Bandeira 2, povoada por bicheiros e tipos populares extraídos do subúrbio carioca. Pecado Capital não tinha o clichê da mocinha ingênua e sofredora, nem um galã romântico. Enquanto Lucinha era uma batalhadora e de personalidade forte, Carlão era quase um anti-herói.
O primeiro capítulo apresentava um assalto ao banco e o fruto deste roubo, uma mala de dinheiro, 800 mil cruzeiros, considerada uma fortuna na época, que era deixado no táxi de Carlão. O último capítulo explicou a tragédia urbana nacional que a autora desenvolveu durante a telenovela. Carlão, que agira de má fé, morre assassinado entre as obras da Estação Carioca do Metrô do Rio de Janeiro e sua morte é notícia de jornal. No mesmo matutino, um destaque social chama a atenção dos leitores: o casamento de Lucinha e Salviano. O fatal desfecho de Carlão gerou discordância entre Janete Clair e Daniel Filho, o diretor queria que ele morresse e a autora não queria. No final, Janete Clair acabou concordando que era preciso provar ao telespectador que a televisão era capaz de surpreendê-lo.

## Exibição
O último capítulo de Pecado Capital foi exibido no mesmo dia do incêndio ocorrido no prédio da TV Globo, na rua Von Martius, no Jardim Botânico, em 4 de junho de 1976. O fogo começou às 13h e só foi apagado à noite, o que fez com que a programação da emissora fosse gerada de São Paulo durante a tarde e a noite do incidente. No dia seguinte ao incêndio, a partir das 18h, a programação voltou a ser gerada da sede da emissora, no Rio de Janeiro.

### Reprises
Pecado Capital foi editada e exibida em um compacto de noventa minutos no Festival 15 Anos, especial comemorativo de aniversário da Globo apresentado por Lima Duarte, em 04 de fevereiro de 1980. Foi reprisada entre 4 de janeiro a 23 de abril de 1982, em 73 capítulos na faixa das 22h e das 23h.
Foi reprisada no Viva Fast, a versão gratuita do canal de televisão por assinatura entre 8 de outubro de 2024 a 18 de abril de 2025, substituindo Escrava Isaura. Foi também a última telenovela do Viva 70 Fast, já que no dia 16 de dezembro de 2024, foi iniciado o processo de fusão com o Viva 80 Fast, sendo concluído no dia 26 e a trama sendo mantida na grade do canal normalmente, agora assinando como Viva Fast e que encerraria as suas operações no mesmo dia do último capítulo pela baixa procura. Seu penúltimo e último capítulo foram transmitidos no mesmo dia.

### Outras mídias
Em 31 de janeiro de 2022, foi disponibilizada na íntegra pelo Globoplay, como parte do Projeto Resgate.

## Música
A escolha de um samba para a abertura da novela foi a grande novidade da trilha. O produtor musical Guto Graça Mello e o diretor Daniel Filho encomendaram músicas a três compositores. A escolhida foi "Pecado Capital", composta e gravada por Paulinho da Viola em cerca de 24 horas. "Pecado Capital" foi a única música encomendada para a novela, por conta de uma mudança no mecanismo de produção das trilhas sonoras da TV Globo. Antes, a norma era que as músicas da trilha sonora fossem compostas por encomenda. O produtor musical Guto Graça Mello, porém, achava que o produtor obteria melhores resultados artísticos e comerciais se trabalhasse com a sinopse da novela e com o catálogo das gravadoras, garimpando o que de melhor elas estivessem produzindo, e escolhendo as músicas de acordo com o que seria realizado na novela. Graça Mello foi sempre voto vencido, até o dia em que foi convocado em cima da hora para produzir a trilha de "Pecado Capital".
A trilha sonora também incluía canções como "Você não Passa de Uma Mulher", composta e gravada por Martinho da Vila; e "Juventude Transviada", composta e gravada por Luiz Melodia. Segundo Daniel Filho, a música de Luiz Melodia caiu como uma luva para o personagem de Francisco Cuoco. A ponto de o diretor pedir a Janete Clair para escrever uma cena em que Carlão se encontrasse com Melodia em um botequim. A autora concordou, e a cena, na qual os dois fazem uma seresta em frente ao prédio de Lucinha, foi ao ar.
O tema de Salviano Lisboa era uma versão do clássico argentino "El Día en que me Quieras", de Carlos Gardel e Alfredo Le Pera, gravado por César Camargo Mariano, sob o pseudônimo Pablo Hernandes y Sus Vocalistas. A Som Livre relançou em 2001 a cópia do disco original, mas sem "El Dia En que me Quieras". 
O trompetista Márcio Montarroyos assinou uma das canções da trilha, Makaha.

### Nacional
1. "Moça" - Wando (tema de Elizete)
2. "Você Não Passa de Uma Mulher" - Martinho da Vila (tema de Lucinha)
3. "El Dia En Que Me Quieras" - Pablo Hernandes y Sus Vocalistas (tema de Salviano Lisboa)
4. "Se Você Pensa" - Moraes Moreira (tema de Vilma)
5. "Melô da Cuíca" - Azymuth (tema de suspense e das vinhetas de intervalo)
6. "Pecado Capital" - Paulinho da Viola (tema de abertura)
7. "Juventude Transviada" - Luiz Melodia (tema de Carlão)
8. "Meu Perdão" - Beth Carvalho
9. "Que Besteira" - João Donato (tema de Marciano e posteriormente, tema geral)
10. "O Boêmio" - Época de Ouro (tema geral)
11. "Makaha" - Marcio Montarroyos (tema de Carlão)
12. "Não Sei" - Sônia Santos (tema de Raimundo)
13. "Beijo Partido" - Nana Caymmi (tema de Eunice)

### Internacional
1. "Like Roses" - Jack Jones (tema de Lucinha)
2. "Zing Went The Strings Of My Heart (O Som da Maçã)" - The Trammps
3. "Il Maestro Di Violino" - Domenico Modugno
4. "Atlantica" - Seventy-Five Music (tema de Virgílio e Emilene)
5. "Woman (You've Gotta Be There)" - Jae Mason (tema de Vicente)
6. "Never Let Me Say Goodbye" - Dave Ellis
7. "You And Me Against The World" - Gladys Knight & The Pips
8. "Happy" - Michael Jackson (tema de Emilene)
9. "Lady Bump" - Penny McLean
10. "Love Me Like a Stranger" - The Lettermen (tema de Salviano Lisboa)
11. "Words Of Love" - David D. Robinson (tema de Carlão e Eunice)
12. "Ain't Nobody Straight In Los Angeles" - The Miracles (tema de Nélio)
13. "Happy Days" - Montezuma
14. "Dolannes Melodie (Flûte de Pan)" - Jean Claude Borelly (tema de Vilma)

## Recepção
Em sua coluna diária no Segundo Caderno do jornal O Globo, espaço onde falava sobre televisão, o jornalista Artur da Távola considerou Pecado Capital uma das novelas que constitui a trinca de ouro da obra de Janete Clair, ao lado de Irmãos Coragem (1970) e Selva de Pedra (1972). Mas posicionou Pecado Capital como a mais madura e contida das três produções. Para o pesquisador Nilson Xavier, autor do Almanaque da Teledramaturgia Brasileira, "ela é considerada pela crítica a melhor de Janete Clair porque é nela que a autora adota o realismo. Até então, a Janete era criticada pelas tramas rocambolescas e muito fora da realidade". Os atores Lima Duarte, Betty Faria e Francisco Cuoco interpretaram personagens que marcariam definitivamente suas carreiras. Destaque também para Débora Duarte, que interpretou Vilma, a filha problemática de Salviano Lisboa, papel de seu pai na vida real Lima Duarte, sendo que sua filha, Paloma Duarte, interpretaria Vilma no remake da telenovela, em 1998. Este remake, escrito pela pupila de Janete Clair, Glória Perez, baseou-se na trama e personagens da versão de 1975 para escrever outra telenovela, que não obteve sucesso tanto em audiência e crítica. Francisco Cuoco, Carolina Ferraz e Eduardo Moscovis viveram Salviano, Lucinha e Carlão no remake, que foi tão criticado que por duas vezes teve cancelado sua reprise pelo Viva, em 2013 e 2014, em razão das reclamações do público que dizia preferir a versão de 1975.

## Remake
Um remake de Pecado Capital foi produzido e apresentado pela TV Globo em 1998, no horário das 18 horas. A novela, assinada por Gloria Perez, teve direção de núcleo de Wolf Maya, e tinha no elenco Carolina Ferraz, como Lucinha, e Eduardo Moscovis, como Carlão. Francisco Cuoco também atuou nessa segunda versão, desta vez no papel de Salviano Lisboa.
Vilma, personagem que havia sido de Débora Duarte, foi entregue à sua filha, Paloma Duarte. André Valli, que na primeira versão viveu o personagem Claudius, interpretou Orestes, o pai de Lucinha, na segunda versão da novela. Mário Lago também atuou nas duas novelas, no mesmo papel: o do advogado que defende Eunice (Rosamaria Murtinho/Cássia Kiss) no inquérito sobre o assalto ao banco. Na primeira versão, ele se chamava Peres. Na segunda, Amato.
O remake de Pecado Capital contou com as participações especiais de Betty Faria, como uma trocadora de ônibus que tem um breve diálogo com Lucinha, e Lima Duarte, como Tonho Alicate, o bandido que mata Carlão no desfecho da trama.